# 鎌田道隆
鎌田 道隆（かまだ みちたか、1943年10月13日 - ）は、日本の歴史学者。専攻は日本近世史。博士（文学）。奈良大学学長・名誉教授。

## 来歴
鹿児島県屋久島（屋久島町楠川）生まれ。1962年3月、鹿児島県立屋久島高等学校卒業。1966年3月、立命館大学文学部史学科日本史専攻卒業、1969年3月、同大学院文学研究科日本史学専攻修士課程修了（文学修士取得）。2001年、立命館大学より博士（文学）授与。
1980年4月に奈良大学文学部助教授に就任し、1988年に教授に昇任。同大学の図書館長（1994年）、文学部長（1997年）、学長（2002年）を歴任。2011年同大学退任。平城遷都1300年記念事業協会評議員。

## 著書
- 『近世都市 京都』（角川書店） 1976
- 『京 花の田舎』（柳原書店） 1977
- 『渡辺崋山 洋学開花期の芸術と思想』（平凡社、日本を創った人びと） 1979
- 『近世京都の都市と民衆』（思文閣出版） 2000
- 『お伊勢参り 江戸庶民の旅と信心』（中公新書） 2013

### 共編著
- 『京の道』（林屋辰三郎, 川嶋将生共編、創元社） 1974
- 『京都町名ものがたり』（川嶋将生共著、京都新聞社） 1979
- 『江戸時代で遊ぶ本 カラクリ玩具をつくろう』（安田真紀子共著、河出書房新社） 1998
- 『お伊勢参り 伊勢本街道の旅』（安田真紀子共著、伊勢神宮崇敬会） 2007

## 近年の活動記録など
- 2004年7月-8月 『NHK 趣味悠々 「作って遊ぶ! からくり玩具」』（計9回）に出演。車だん吉、宮内美穂らにからくり玩具について教授。

江戸末期に奈良奉行に就いていた川路聖謨にも詳しく、講演や顕彰会の顧問などを務める。NHK朝の連ドラ「まんてん」の方言監修を担当する。実験歴史学としてお伊勢参り「宝来講」を行う。